# Bestia ludzka

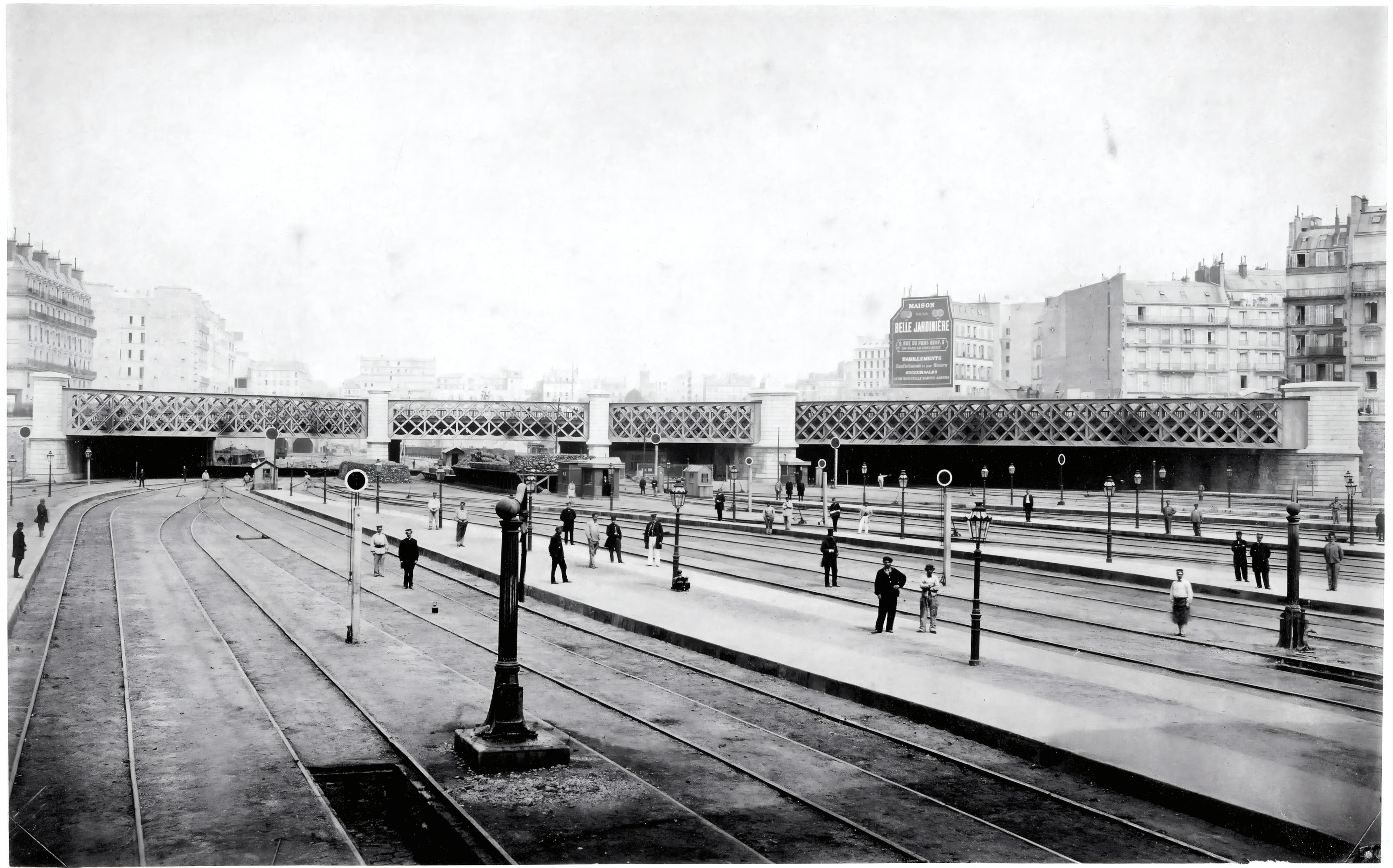
Kolejowy Most Europy, wielokrotnie opisywany w powieści, w 1868

Bestia ludzka (fr. La bête humaine) – siedemnasty tom cyklu Rougon-Macquartowie Émile’a Zoli, roman noir, a zarazem powieść społeczna opisująca dziewiętnastowieczną kolej francuską. Głównym bohaterem utworu jest Jakub Lantier, syn Gerwazyny Macquart i Augusta Lantiera, bohaterów powieści W matni. Powieść została wydana w odcinkach między 1889 a 1890 rokiem, jej akcja rozgrywa się w latach 1869–1870.
Bestia ludzka stanowi najpełniejszą realizację literackiej koncepcji wpływu dziedziczenia cech przodków na życie człowieka, którą Zola rozwijał na podstawie prac doktora Prospera Lucasa, a równocześnie typową realizację naturalistycznej metody dokumentacji przedstawianych w powieści społecznych środowisk. Powieść jest również wykładnią poglądów pisarza na kwestie postępu technologicznego i natury ludzkiej.

## Okoliczności powstania utworu

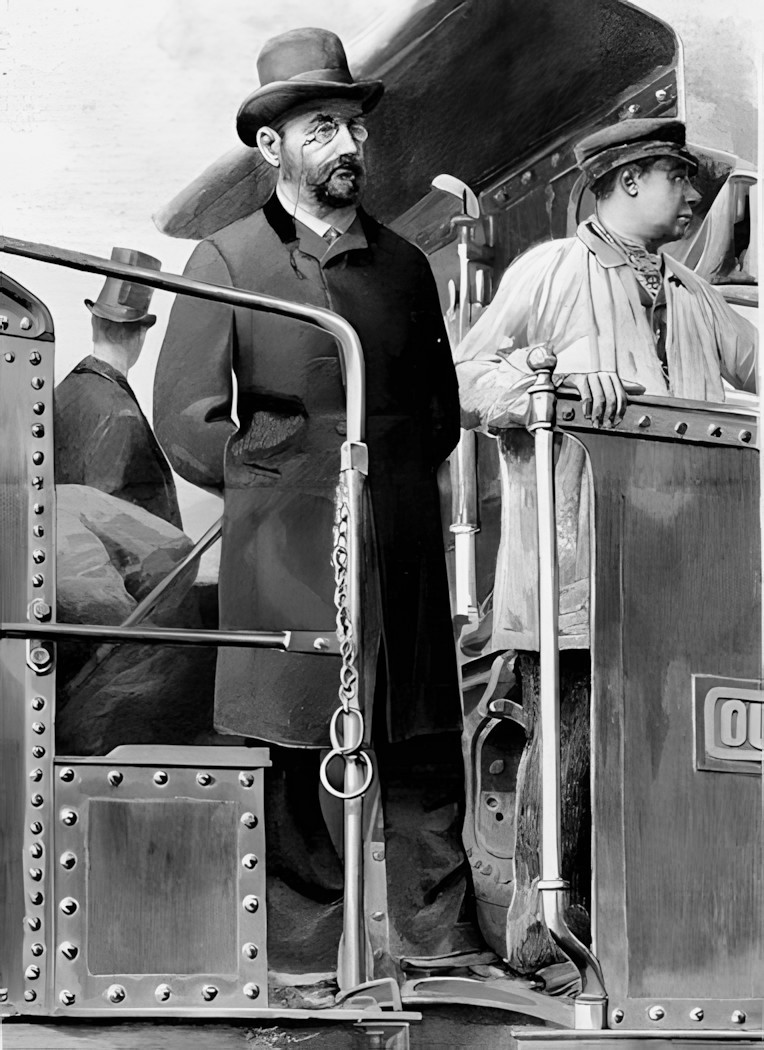
Émile Zola w celu lepszego poznania środowiska kolejarzy odbył podróż lokomotywą

### Geneza fabuły
Tworząc w 1868 roku jeden ze wstępnych szkiców planowanego cyklu powieściowego Émile Zola umieścił wśród planowanych bohaterów z rodziny Macquartów również mordercę. Koncept ten został następnie sprecyzowany w liście do wydawcy. Pisarz uważał bowiem, że w cyklu, który miał ukazywać całe społeczeństwo, konieczne było ukazanie również postaci funkcjonujących poza zwykłymi regułami życia społecznego - księdza (Grzech księdza Mouret), prostytutki (Nana), artysty (Dzieło) i mordercy właśnie. Bohater, wówczas jeszcze Stefan Lantier, miał być „zabójcą przez dziedziczenie”, przestępcą, w którym morderczy instynkt zaistniał z powodu alkoholizmu rodziców. Pisarz twierdził, że znane są mu podobne przypadki. W czasach swojej pracy dziennikarskiej kilkakrotnie relacjonował procesy sądowe i żywo interesował się zarówno postaciami podejrzanych, jak i funkcjonowaniem systemu karnego; początkowo „powieść o mordercy” miała zresztą dotyczyć właśnie środowiska sądowniczego. 
Henri Vincenot wskazywał, że bliskie sąsiedztwo domu Zoli w Medanie i nowo otwartej linii kolejowej z Paryża do Hawru zainteresowało pisarza kwestią rozwoju kolejnictwa. Zola zaczął wręcz wyrażać obsesję na punkcie pociągów jako nowego elementu rzeczywistości społecznej i zarazem symbolu i nośnika postępu. Przez krótki czas był wręcz skłonny wierzyć, że szybkie przemieszczanie się, jakie umożliwiają koleje, zapobiegnie wojnom i klęskom humanitarnym. Pisarz spędzał wiele czasu obserwując przejazdy pociągów, w tym ekspresu do Hawru, który odegra decydującą rolę w powstałej ostatecznie powieści. Wielokrotnie odwiedzał paryskie dworce i maszynownię w Batignolles, rysował i opisywał strukturę linii kolejowej i mostu kolejowego, zastanawiał się również nad specyfiką życia pracowników kolei. W 1878 roku, w czasie spotkania z Edmondo De Amicisem opowiadał mu o planowanym utworze, w którym miały pojawić się liczne sceny związane z kolejnictwem, w tym opis wysiłku maszynisty i lokomotywy oraz scena wypadku. Ten ostatni koncept miał związek z jednym z koszmarów nękających Zolę, który kilkakrotnie zwierzał się swojemu lekarzowi z irracjonalnego lęku przed jazdą pociągiem w tunelu: obawiał się, że dwa wjazdy do tunelu zawalą się, grzebiąc żywcem pasażerów pojazdu. O planowanej powieści, której akcja miałaby rozgrywać się w środowisku kolejarzy, Zola wspominał też w 1878 roku Paulowi Alexisowi.
W 1882 roku projekt powieści o pociągach był na tyle skonkretyzowany, że Zola był już w stanie zaprezentować ogólne tło utworu, faktycznie wykorzystane później w Bestii ludzkiej: puste równiny, przez które przejeżdża ekspres, samotny dom przy torach i kobietę z chorągiewką przy przejeździe kolejowym, co razem tworzyło poczucie izolacji. Dwa lata później, według wspomnień braci Goncourtów, Zola miał już pracować nad powieścią, której głównym bohaterem był kolejarz, a w której miał się pojawić motyw strajku i sądownictwa. Pisarz chciał, by powieść była czymś przerażającym, wywołującym koszmary w całej Francji, podobnie strasznym, jak jego dużo wcześniejsza historia o zbrodni - Teresa Raquin. 
Ostateczny projekt powieści powstał, gdy Zola połączył wątek kolei z planowaną już wcześniej powieścią o „zwierzęciu ludzkim” popełniającym zbrodnię oraz z powieścią o sądownictwie. Konkretyzacja literackiego konceptu nastąpiła pod wpływem rozwijającej się filozoficznej dyskusji o zabójstwie i „prawie do zabijania” przez jednostki wybitne - jedną z inspiracji była tu wydana w 1884 roku we Francji Zbrodnia i kara Fiodora Dostojewskiego. Równolegle szybki rozwój przeżywała medycyna sądowa, antropologia i kryminologia, a w 1887 roku ogromną poczytność zyskało studium Człowiek zbrodniarz napisane przez antropologa włoskiego  Cesare Lombroso oraz poświęcone analogicznej tematyce prace Gabriela Tarde'a. Zola popierał zawarte w pracach obydwu autorów tezy o społecznym i antropologicznym podłożu zbrodni, które mogą być wywołane zarówno czynnikami czysto środowiskowymi, jak i obciążeniem dziedzicznym. Tematyka zbrodni była silnie obecna również w ówczesnej prasie, która regularnie publikowała opisy zbrodni i egzekucji, sprawozdania ze śledztw i procesów sądowych. 
W 1886 roku Zola był już zdecydowany, że jego kolejna powieść będzie poświęcona problemowi zbrodni oraz będzie zawierała obraz kolei. W 1889 r. pisał do wydawcy Van Santen Kolffa, że postanowił zawrzeć w jednym utworze tematykę sądownictwa, kolei i zbrodni. Zainteresowanie dziełem jeszcze przed jego powstaniem było na tyle duże, że do autora zgłosili się przedstawiciele związków zawodowych kolejarzy, którzy liczyli na to, że planowana powieść odegra ważną rolę w nagłaśnianiu wyzysku pracowników kolei, podobnie jak Germinal zwiększył powszechne zainteresowanie losem górników.
Zola długo zastanawiał się nad tytułem utworu i stworzył ponad sto propozycji, z których trzy zawierają pojęcie bête humaine, termin, jakim Zola posługiwał się już od połowy lat 60. XIX wieku. Według Haliny Suwały ten związek wyrazowy powinien być tłumaczony jako zwierzę ludzkie, gdyż intencją pisarza było zestawienie ze sobą tego, co zwierzęce, atawistyczne, i tego, co ludzkie, wynikające z rozumu i dążenia do postępu. Dlatego też Suwała uznaje polskie tłumaczenie Bestia ludzka za niefortunne. Odrzucone przez autora tytuły odnosiły się albo do natury głównego bohatera i faktu, że popełnia on przestępstwo, nie planując go i nie mając prawdziwego motywu, albo do idei postępu, która mimo wszystko triumfuje ponad mrocznymi skłonnościami człowieka. 
Zola napisał powieść między kwietniem 1889 a styczniem 1890 roku, z tym, że już od listopada 1889 roku przekazywał do druku w odcinkach gotowe rozdziały. 

### Główny bohater
Émile Zola popełnił w Bestii ludzkiej pewną niekonsekwencję: wprowadził bohatera, którego nie ma na liście planowanych postaci sporządzonej przed rozpoczęciem pracy. Jakub Lantier nie występuje też w powieści W matni, poświęconej dziejom jego matki i jej burzliwego związku z Augustem Lantierem, gdzie wymienieni są jego dwaj bracia – Klaudiusz i Stefan. Właśnie Stefan w pierwotnym zamyśle autora miał być główną postacią powieści o mordercy. Wcześniej jednak Zola uczynił go głównym bohaterem Germinala, powieści o górnikach, ich pracy i strajku. W trakcie prac nad Germinalem pisarz tak bardzo przywiązał się do tego bohatera, że zrezygnował z zamysłu, by w kolejnych częściach uczynić go kryminalistą, niszcząc stworzony już  wizerunek szlachetnego działacza robotniczego. 

### Autentyczne inspiracje
Zachowane notatki pisarza wykazują, że Zola świadomie wykorzystał w fabule Bestii ludzkiej co najmniej trzy znane mu z prasy autentyczne sprawy kryminalne: sprawę małżonków Feynarou, sprawę zabójstwa prefekta departamentu Eure Barreme'a oraz historię zabójstwa sędziego Poinsota, którego dokonano w pociągu 6 grudnia 1860 roku Z pierwszej historii pisarz zaczerpnął motyw zabójstwa z zemsty: Gabrièle Feynarou zdradzała męża z pracownikiem jego apteki, a po wykryciu romansu została przez męża zmuszona do wzięcia udziału w zamordowaniu kochanka. Dokonało się ono w opuszczonym domu w miejscowości Chatou. Zabójstwa Barreme'a i Poinsota zostały dokonane w pociągach, a ich sprawcy nigdy nie zostali odnalezieni. Obydwie sprawy stały się jednak pretekstem do rozpętania gwałtownych kampanii antyrządowych. Według Haliny Suwały jest możliwe, by imię głównego bohatera - Jakub - i charakter jego psychicznej choroby - pragnienie zamordowania kobiety - zostały zainspirowane historią Kuby Rozpruwacza, który popełnił swoje zbrodnie w 1889 roku, to jest w tym samym czasie, gdy Zola zaczynał pracę nad tekstem powieści. 
Wykorzystanie autentycznych epizodów przyspieszyło prace nad tworzeniem zasadniczej akcji powieści, która została naszkicowana jako ostatnia. Zola w toku pracy nad powieścią gromadził również informacje o katastrofach kolejowych. Szczególnie wstrząsnęła nim i zainspirowała katastrofa pod Monte Carlo w roku 1886.

## Treść

Przebieg linii kolejowej Paryż-Hawr, na której rozgrywa się akcja powieści

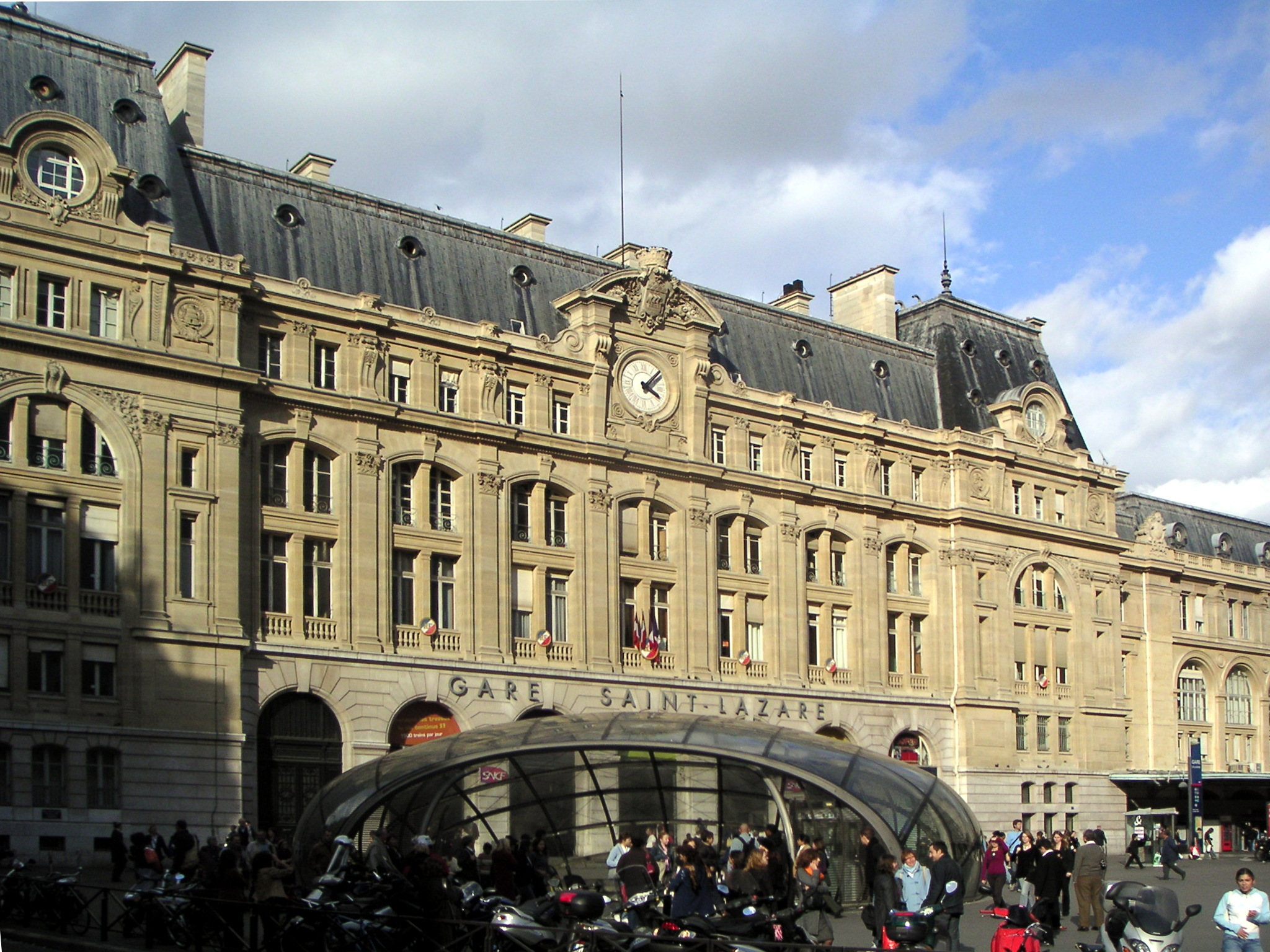
Dworzec św. Łazarza w Paryżu, którego opis rozpoczyna Bestię ludzką

Akcja utworu rozpoczyna się w 1869 roku Zawiadowca stacji w Hawrze, Roubaud, postanawia zabić dawnego opiekuna swojej żony Seweryny - Grandmorina, członka zarządu Towarzystwa Kolei Zachodnich i prezesa sądu, człowieka zamożnego i wpływowego. Dowiedział się bowiem, że Seweryna, mając szesnaście lat, była przez swojego opiekuna napastowana seksualnie i odczuwa z tego powodu patologiczną zazdrość. Roubaud zmusza przy tym żonę do współudziału w zbrodni. Jedynym świadkiem ich czynu jest maszynista Jakub Lantier, który jednak nie obciąża ich przed śledczymi. Para unika odpowiedzialności. 
Pragnąc zapewnić sobie dyskrecję Jakuba na dłuższą metę, Roubaud i Seweryna nawiązują z nim osobistą znajomość. Po kilku miesiącach Seweryna zostaje jego kochanką. Kobieta nie wie, iż Jakub cierpi na chorobę psychiczną - pragnie zamordować kobietę. Kiedy podczas zbliżeń z Seweryną dawne pragnienie nie powraca, Jakub sądzi, że został wyleczony. Jednak pewnego dnia Seweryna ze szczegółami opowiada mu o morderstwie Grandmorina; dawna obsesja mężczyzny powraca. Kobieta próbuje nakłonić Jakuba, by zabić jej męża - Roubaud po popełnieniu zbrodni stał się alkoholikiem i hulaką, niegdyś zazdrosny o żonę, teraz obojętnie przyjmuje jej romans. Jakub nie potrafi z zimną krwią pozbawić mężczyzny życia, ale zgadza się przygotować pułapkę na męża kochanki - tyle tylko, że w ostatnim momencie, wiedziony swoją obsesją, zabija samą Sewerynę. 
O zabójstwo zostaje oskarżony niewinny człowiek, czemu Jakub obojętnie się przypatruje. Wznowiony zostaje również proces o zabójstwo Grandmorina i również w tej sprawie sąd dochodzi do błędnych wniosków. Jakub jest przekonany, że obsesja morderstwa nigdy już do niego nie wróci, lecz po pewnym czasie, podczas spotkania z nową kochanką, znowu odczuwa pragnienie jej zabicia i w ostatniej chwili ucieka. Kobietę tę maszynista odbił palaczowi Pecqueux, który podczas pracy, wiedziony zazdrością, wszczyna z nim bójkę. Obaj wypadają z pociągu i giną pod kołami, tymczasem pojazd, niekontrolowany już przez nikogo, gna naprzód. Pociąg wypełniony jest śpiewającymi i nierozumiejącymi swojego położenia żołnierzami - jest lipiec 1870 roku, właśnie zaczęła się wojna francusko-pruska.

## Cechy i przesłanie utworu

### Bohaterowie i ich konstrukcja

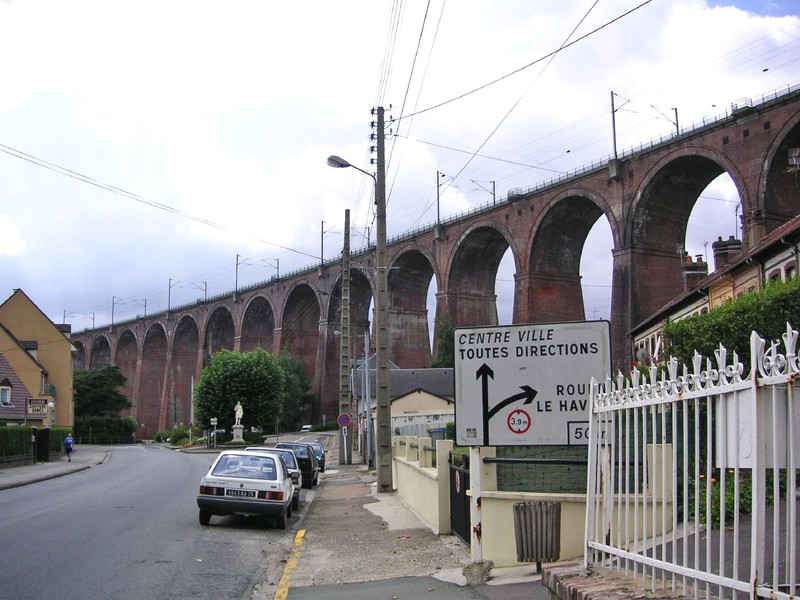
Wiadukt w Barentin na trasie z Paryża do Hawru opisywany w powieści

Postacie Bestii ludzkiej są całkowicie zdeterminowane przez swoje pochodzenie. Cechy charakteru dziedziczą po przodkach, w mniejszym stopniu ich charakter tłumaczy się czynnikami środowiskowymi, w jeszcze mniejszym - własnymi konkretnymi doświadczeniami. Wyraźnie widoczne jest, że Zola konstruował bohaterów powieści w celu udowodnienia z góry założonych tez, co zdradza nawet fizjonomia większości głównych postaci (Jakub i Misard posiadają „fizyczne rysy zabójców”, twarz Seweryny wyraża zniszczoną delikatność i niewinność, przybrana siostra Jakuba Flora jest ucieleśnieniem prostej mieszkanki wsi). O istnieniu „morderczych instynktów” świadczy również powracający motyw „zwierzęcia” tkwiącego w psychice bohaterów, wywołującego u nich nagłe kryzysy osobowości i zmuszające ich do destrukcyjnego działania. Chociaż motyw „zewnętrznej siły”, określanej jako „to” (fr. ça), która wymusza pewne zachowania człowieka, pojawiał się już we wcześniejszych tomach cyklu, w Bestii ludzkiej powtarza się on najbardziej konsekwentnie i wywołuje najbardziej ekstremalne zachowania. Postacie nie są głębiej opisane psychologicznie, poza analizą ich postępowania w niektórych momentach akcji ich charakteryzacja dokonuje się jedynie poprzez akumulację informacji o zatrudnieniu, zainteresowaniach i wyglądzie. Zola opiera opis każdej postaci na kilku wyrazistych cechach (fizycznych lub psychicznych), które wywołuje przy każdym pojawieniu się danego bohatera – np. Roubaud wielokrotnie jest opisywany jako człowiek wykonujący surowe gesty, Flora – jako „dziewica i wojowniczka”, zaś Seweryna – jako kobieta o niepokojącym wyrazie oczu.
Siedmioro spośród bohaterów powieści popełnia zbrodnię, z tym, że każdy z czynów ma inne tło i odmienny motyw. Zbrodnia głównego bohatera ma charakter nieracjonalny i nieplanowany; na przeciwnym biegunie sytuuje się morderstwo przybranej matki głównego bohatera, Fazji przez jej męża Misarda - starannie zaplanowane i popełnione w celu wzbogacenia się. Grandmorin jest przestępcą seksualnym, który doprowadza do śmierci jednej ze swoich ofiar nieumyślnie. Pequeux morduje z zazdrości, w nagłym napadzie agresji. Flora planuje zabójstwo niedoszłego narzeczonego i jego kochanki, ale wobec uśmiercenia wielu pasażerów pociągu w katastrofie kolejowej pozostaje obojętna. Roubaud jest równocześnie przestępcą wiedzonym namiętnością i racjonalnie planującym swój czyn, natomiast Seweryna z szantażowanej wspólniczki zabójcy zmienia się w osobę, która sama planuje kolejną zbrodnię. Narrator sugeruje, które postaci powinny cieszyć się względną sympatią czytelnika, które zaś na nią nie zasłużyły. Do rangi kolejnej bohaterki utworu urasta Lizetka (Lison) - lokomotywa, na której pracuje główny bohater powieści. Została ona opisana przy użyciu antropomorfizmów, jest bliska swojej załodze jak żywy człowiek. 

### Bestia ludzka jako powieść o morderstwie

#### Bestia ludzkaiZbrodnia i kara

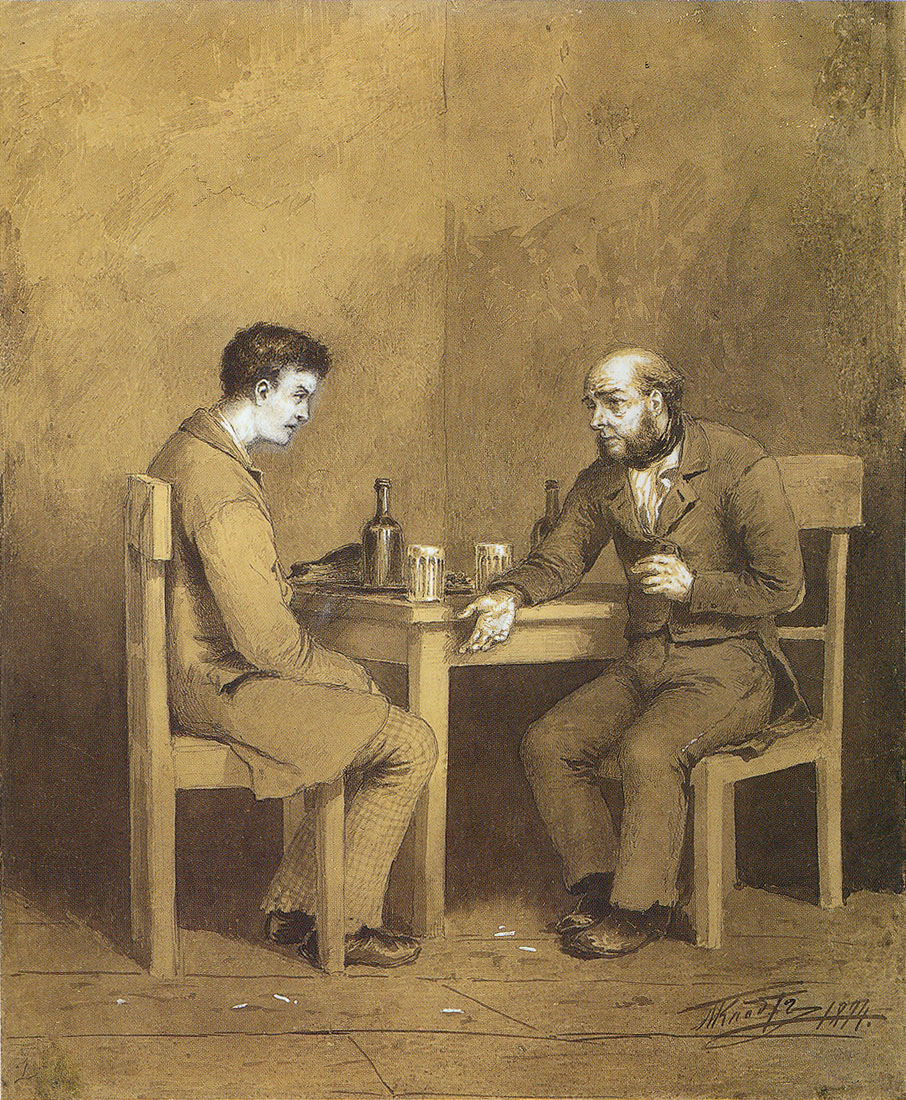
Ilustracja do powieści Dostojewskiego Zbrodnia i kara – utworu, który stanowił jedną z inspiracji do napisania Bestii ludzkiej

Bestię ludzką uważa się za szczytowy punkt naturalistycznej koncepcji dziedziczenia – ukazanie człowieka, który jedynie przez czynniki genetyczne, wzmacniające „pierwotne instynkty”, jest zmuszony do popełniania zbrodni. Martin Bernard dokonał zestawienia Bestii ludzkiej ze Zbrodnią i karą, wskazując różnice w motywacji bohatera – zabójcy jako wyraz ogólnych różnic tendencji w ówczesnej literaturze zachodniej i rosyjskiej. Zola nie tylko znał wymienioną powieść Dostojewskiego, ale też, jak wynika z zachowanych notatek, pragnął, by zaplanowana wcześniej „powieść o mordercy” była porównywalna z dziełem rosyjskiego pisarza i by stanowiła polemikę z jego dziełem. W odróżnieniu od Dostojewskiego, którego Raskolnikow tworzy filozoficzną obudowę popełnionego morderstwa, Zola traktuje zabójstwo jako możliwe jedynie w momencie „zezwierzęcenia się” człowieka, chwilowego zwycięstwa instynktu nad rozumem. Bohater utworu, chociaż chory psychicznie, nie jest w stanie zabić na zimno, popełnia zbrodnię popchnięty do niej przez pomnożony przez chorobę zabójczy instynkt, niemal fizycznie czuje „zwierzęcą” stronę swojej natury. Z podobnych pobudek wynikają również inne, pozornie wyrozumowane zbrodnie: zabójstwo Grandmorina jest rezultatem zazdrości, Seweryna planuje morderstwo męża wiedziona pożądaniem. W ten sposób powieść miała wyrażać konflikt zwierzęcej i rozumowej natury człowieka, którą symbolizują w utworze pociągi, symbol postępu i potęgi umysłu ludzkiego. Inaczej niż Dostojewski Zola postrzega również możliwość odczuwania wyrzutów sumienia i odpokutowania winy. Wychodzi z założenia, że zbrodnia zabójstwa, będąc aktem zwierzęcego instynktu, a nie prawdziwie ludzkim czynem, nie wywołuje wyrzutów sumienia, a jedynie strach przed konsekwencjami jej wykrycia oraz stopniowy upadek jednostki. Roubaud, po tym, gdy zabił, a więc przestał być człowiekiem, stopniowo zatraca własną godność - staje się alkoholikiem i hazardzistą, a nawet toleruje romans żony, chociaż swoją zbrodnię popełnił z zazdrości. Podobnie upada po morderstwie Jakub, który spokojnie pozwala, by za jego czyn skazano niewinnego człowieka, a po pewnym czasie znowu pragnie zabijać. Zola świadomie odszedł w Bestii ludzkiej od obrazu morderców zawartego w Teresie Raquin. Tam bohaterowie, którzy dokonali zbrodni, nie potrafili wrócić po niej do normalnego życia i odczuwali obecność swojej ofiary. W Bestii ludzkiej wyrzutów sumienia nie odczuwa żadna postać; narrator powieści stwierdza to wprost.
Specyficznym odwołaniem się do Dostojewskiego jest w powieści postać sędziego Denizeta, ambitnego i inteligentnego człowieka, który swoim „rozumowym” spojrzeniem na zbrodnię i próbą dedukcyjnego wskazania morderców Grandmorina, a następnie Seweryny, za każdym razem tworzy pozornie logiczny ciąg wydarzeń, który prowadzi jednak do niewłaściwej osoby. Rezultatem takiego sposobu rozumowania – razem z fałszywymi zeznaniami Jakuba w obydwu przypadkach – jest najpierw podejrzenie, a w drugim przypadku skazanie niewinnych osób. Taki zbieg okoliczności równocześnie jest krytyką francuskiego sądownictwa. Nie tylko jednak francuskie sądownictwo jest bezradne w obliczu natury człowieka, która zawiera mroczne, mordercze instynkty. Rozum nie jest w stanie rozwikłać przyczyn zbrodni, a żadne społeczne mechanizmy ochrony przed nią nie gwarantują jej eliminacji. Dlatego w powieści, której tematem jest zbrodnia, nie znalazł się obraz więzienia.

#### Bestia ludzkaiCzłowiek-zbrodniarz

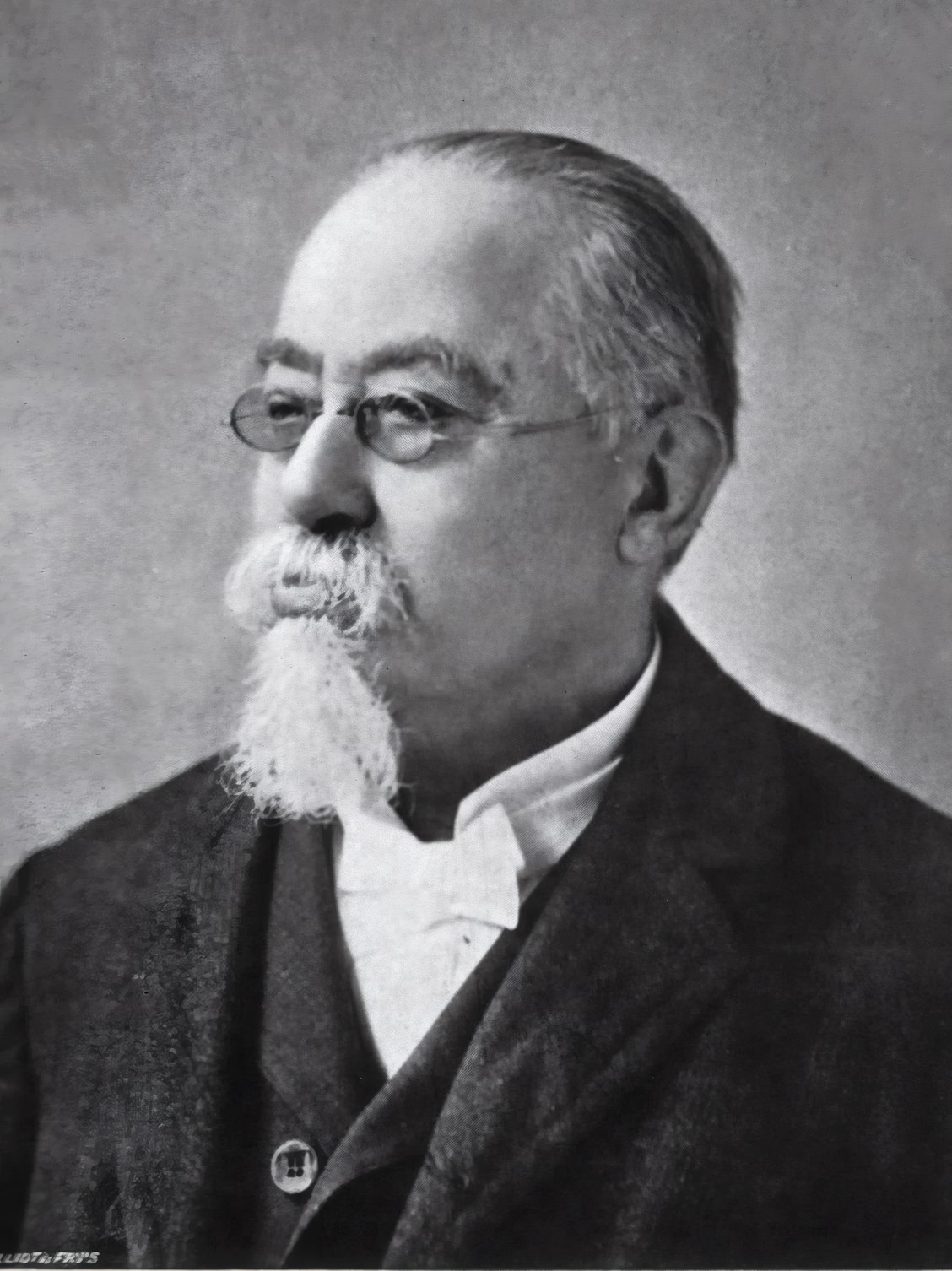
Cesare Lombroso

Zola otwarcie czerpał elementy koncepcji zbrodni od Lombrosa. Przejął nawet jego pogląd o istnieniu fizycznych wskaźników „predyspozycji do przestępstwa”, jakie widoczne są u Jakuba, Misarda, Roubauda, a być może także Flory – mowa o niskim czole, braku zarostu lub słabym jego występowaniu, włosach w nieładzie, ostrych rysach twarzy. Podkreślał, że żaden stopień rozwoju cywilizacyjnego ani nawet codzienne zetknięcie się z najnowszymi wynalazkami nie zlikwiduje pierwotnych, niekiedy przerażających instynktów człowieka. Jakub pozostaje predestynowany do morderstwa, chociaż pracuje w otoczeniu pociągów-symboli postępu. Podobnie rzecz wygląda w wypadku Roubauda. Nawet zresztą wynalazki ludzkiej myśli technicznej noszą znamiona destrukcyjnych instynktów ludzi – pociągi, niosące postęp, są równocześnie potężnymi maszynami, które źle pokierowane mają potężne możliwości niszczenia.

#### Bestia ludzkajakoroman noir
Bestia ludzka jest powieścią społeczną i filozoficzną. Zola wykorzystuje w powieści również wiele elementów powieści grozy z I poł. XIX wieku, mimo wpisania całości w industrialny, pozornie niedający się pogodzić z jej konwencją krajobraz. Dzieło rozgrywa się w przestrzeniach zamkniętych, niekiedy klaustrofobicznych, lub w scenerii, która, na pozór otwarta, więzi i ogranicza bohaterów. W szczególnym stopniu dotyczy to Croix de Maufras, miejsca kilku zbrodni, przestrzeni odciętej od świata tunelem i linią kolejową.
Szczególne napięcie panuje również w tych scenach utworu, kiedy jest mowa o minionych tragediach i zbrodniach, ważną rolę odgrywają efekty oświetlenia. Po tym, jak z trudem zrezygnował z zamordowania Flory, Jakub ogląda razem z nią śmiertelne rany Grandmorina w nocy, przy jednej lampie; czerwone refleksy świetlne pojawiają się na suficie, kiedy Seweryna opowiada kochankowi o zabójstwie popełnionym przez jej męża. Istotne jest rozgrywanie się kluczowych momentów utworu na dwóch płaszczyznach: słów i myśli – kiedy Jakub wprowadza w błąd Denizeta, fałszywie opisując mordercę Grandmorina, w rzeczywistości coraz wyraźniej widzi, że prawdziwym sprawcą jest stojący przez nim Roubaud. Również w momencie, gdy Jakub słucha opowieści kochanki o śmierci Grandmorina, domaga się szczegółów morderstwa, by stymulować swoje na nowo rozbudzone pragnienie zbrodni. Lanoux uważa, iż Zola w tych momentach dokonał zaczątków psychoanalizy.
Wykorzystując te elementy estetyki roman noir, Zola nie przestaje subtelnie parodiować niektórych komponentów typowych dla utworów poruszających problem zabójstwa w sposób jego zdaniem niewłaściwy, np. powieści sensacyjnych i detektywistycznych. Jest to widoczne w scenie śledztwa Denizeta, kiedy rozbudowana scena przesłuchania nie służy odgadnięciu tożsamości zabójców (którzy są czytelnikowi znani od początku), ale wręcz przeciwnie – ukazuje, jak wymiar sprawiedliwości trafia na fałszywy trop, a następnie sztucznie utwierdza się w przekonaniu o jego słuszności. Nawet przyznanie się do winy – zwyczajowo przyjmowane w powieściach detektywistycznych – w Bestii ludzkiej nie jest w stanie zmienić fałszywie wyrozumowanego sposobu myślenia sędziego. Taki zabieg parodystyczny pojawił się jednak w koncepcji autora w późniejszej fazie prac nad powieścią. Zola wahał się, czy ujawnienie morderców nie zniszczy ogólnej atmosfery dzieła.

#### Pesymizm i motyw śmierci
Według Alaina de Lattre’a, Bestia ludzka, obok Dzieła, jest powieścią, w której w szczególny sposób wyraził się powracający w twórczości Zoli pesymizm i przekonanie, że życie jest w istocie przyglądaniem się śmierci. Myśl o śmierci towarzyszy niektórym bohaterom stale (Fazja pozostaje w strachu przed otruciem, Jakub pragnie morderstwa kobiety, Seweryna wspomina zabójstwo Grandmorina, a następnie podburza kochanka do pozbawienia życia jej męża), zwykle łączy się z nią pożądanie lub strach. Wyjątkiem na tym tle jest postać Flory, która z własnego wyboru postanawia popełnić samobójstwo, a następnie w pełni świadomie idzie naprzeciw jadącego pociągu. Zachowanie Flory ukazuje symbolicznie walkę życia ze śmiercią, która musi skończyć się klęską i całkowitym unicestwieniem. Również Guy Robert, jeden z pierwszych analityków twórczości Zoli jako całości, widział w Bestii ludzkiej wyraz nękającej autora obsesji śmierci i katastrofy; zestawiał on mit oczyszczającej katastrofy, jaki pojawi się w Klęsce, z jego zapowiedzią w finałowej scenie Bestii ludzkiej. Muriel Louâpre określiła Bestię ludzką mianem powieści o ucieczce, próbie wydostania się z przytłaczającej egzystencji, która to ucieczka nie ma jednak szans powodzenia. Krajobraz, w którym rozgrywa się akcja powieści, ograniczona w przestrzeni linia kolejowa, sam staje się dla bohaterów więzieniem.

### Analiza francuskiego kolejnictwa

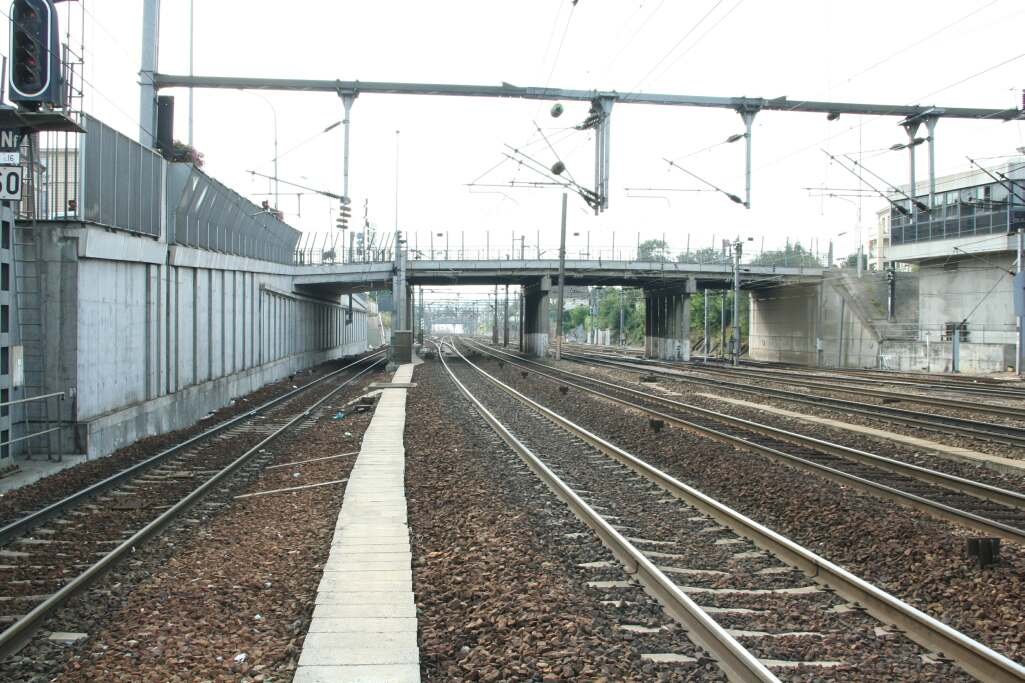
Linia kolejowa Paryż-Hawr

Drugim wielkim tematem utworu jest opis kolei i środowiska kolejarzy, gdy ten rodzaj transportu rozwijał się we Francji najdynamiczniej. Zola opisuje autentyczne maszyny, dworce kolejowe (był w Hawrze i rozmawiał z szefem stacji, zwiedzał paryski dworzec Saint-Lazare), zaś charaktery robotników (Dauvergne, Pecqueux, w mniejszym stopniu Misard) oparł na rozmowach z wieloma z nich. Osobiście odbył nawet podróż na lokomotywie, zaś słownictwo techniczne czerpał z niedawno wydanej książki Lefevre’a poświęconej budowie pociągów. Równocześnie w ich opisie zmonumentalizował i ożywił liczne opisywane przedmioty martwe, przede wszystkim lokomotywę Lizetkę (czyniąc ją, według określenia Armanda Lanoux „dziwotworem”, podobnie jak paryskie Hale w Brzuchu Paryża i kopalnie w Germinalu). Lizetkę raz porównuje się do kobiety obdarzonej wielkim temperamentem, innym razem do kobiety gospodarnej i oszczędnej. Zantropomorfizowana lokomotywa staje się obrazem sprzeczności natury ludzkiej - człowiek nie potrafi poradzić sobie z destrukcyjnymi atawizmami, chociaż jest zdolny do wynajdywania maszyn, a jego działania niosą postęp techniczny. 
By uczynić utwór zwartą całością i nie dopuścić, by fabuła sprawiała wrażenie kilku zestawionych ze sobą tematów (koleje, polityka, mord), Zola możliwie silnie kondensował akcję, ściśle łącząc opis środowiska kolejowego z właściwą akcją książki, odwracając obecną w innych utworach tendencję do wprowadzania opisów jako tła. Linia kolejowa jest równocześnie w powieści czymś więcej niż drobiazgowo opisanym miejscem akcji. Zola czyni z niej „miejsce fascynacji” (lieu de fascination), które w irracjonalny sposób przyciąga bohaterów, nawet jeśli powrót w nie wiąże się z dramatycznymi wspomnieniami lub wprost prowadzi do nieszczęścia. Motyw miejsc o szczególnym znaczeniu, przekraczającym racjonalne pojmowanie, powraca również w innych tomach cyklu powieściowego.

### Polityka i motyw postępu
Bestia ludzka zawiera satyrę na system polityczny i sądowniczy II Cesarstwa. Zola podkreśla bliskie związki elit władzy z elitami finansowymi, bezpośrednie wykorzystywanie skandali obyczajowych i prawnych do załatwiania politycznych porachunków (sprawa Grandmorina zostaje pośpiesznie umorzona, gdyż Camy-Lamotte obawia się, że zabójców będzie bronił adwokat-opozycjonista, co przed wyborami może kosztować rząd nieco poparcia). Cesarstwo jest zresztą przedstawione w powieści jako system skorumpowany, oparty na kumoterstwie (dzięki małżeństwu z Seweryną Roubaud korzysta z protekcji Grandmorina, co jest o wiele poważniejszym czynnikiem pozwalającym na awans w pracy niż sumienne wykonywanie przezeń obowiązków) i przez to skazany na rychłą klęskę.
Ważnym elementem utworu była również scena finałowa, w której pociąg bez maszynisty, wypełniony ogarniętymi patriotyczną gorączką pijanymi żołnierzami, pędzi przez ciemności. Scena ta w pierwszej kolejności obrazowała los II Cesarstwa i jego nieuchronny upadek, stanowiąc echo finałowej sceny powieści Nana i zapowiadając treść Klęski. Równocześnie jednak narrator zdaje się sugerować, że nawet jeśli zwierzęca natura człowieka potrafi być silniejsza niż rozum, to wiara w cywilizację i przyszłość nadal mają rację bytu - pociąg, choć pozbawiony nadzoru i skazany na zniszczenie, nadal porusza się do przodu, w kierunku, który u Zoli symbolizuje postęp. Marc Baroli widział w tej scenie obraz triumfu postępu nad ułomnością natury człowieka. Jacques Noiray również był zdania, iż ostatnia scena powieści ukazuje, iż chociaż bestii w człowieku nie da się okiełznać, to nie da się również zahamować postępu i zmian. W polskiej krytyce literackiej podobną interpretację prezentował Wojciech Tomasik.

## Publikacja i recepcja

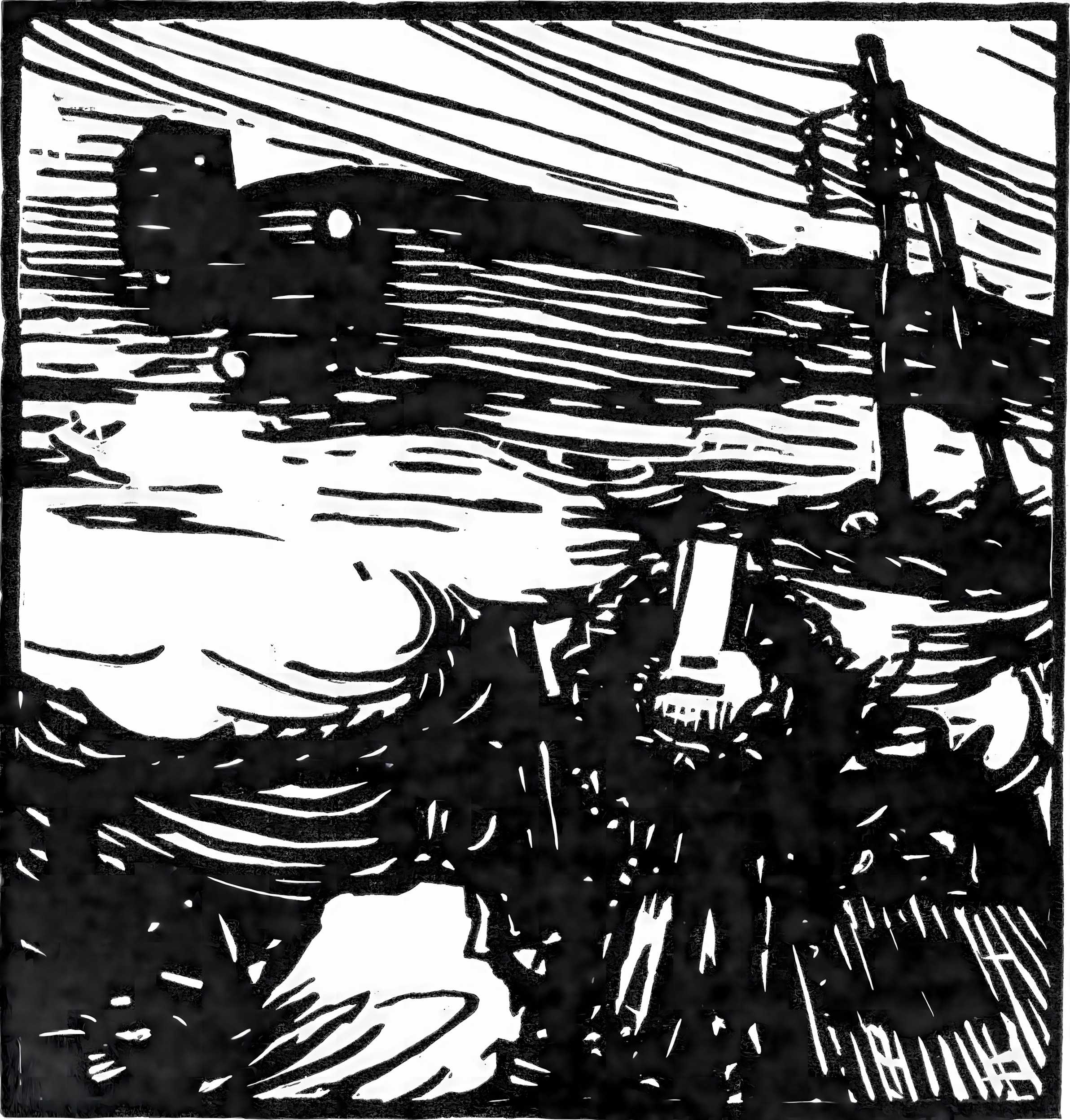
Ilustracja Geo Dupuisa do powieści

Powieść ukazała się po raz pierwszy drukiem w odcinkach począwszy od 14 listopada 1889 roku do 2 marca 1890 roku na łamach pisma La Vie populaire. W 1890 roku wydawnictwo Charpentier wydało powieść w wersji książkowej.
Powieść zebrała skrajnie różne recenzje. Z zachwytem pisali o niej recenzenci gazety Le Figaro oraz Anatole France. Ten ostatni porównał epicki talent Zoli do rozmachu dzieł Homera. Dla Jules Lemaitre’a Bestia ludzka była najdoskonalszą nowoczesną opowieścią o chaosie i uniwersalnych, pierwotnych cechach ludzkiej duszy. Paul Ginisty w Gil Blas podkreślał talent epicki Zoli, jednak skrytykował dokonane w utworze połączenie motywów kolejnictwa i zbrodni, uważając je za zupełnie nietrafione. Adolphe Brisson z kolei podziwiał analizę środowisk związanych z pociągami oraz sam koncept utworu, jednak krytykował rysunek psychologiczny postaci. Charles Bigot w la Revue bleue pisał, iż nigdy wcześniej nie spotkał się z taką obfitością zbrodni w jednej książce. Część recenzentów uznała natomiast, że powieść jest przede wszystkim przerażającym utworem sensacyjnym bez głębszego sensu filozoficznego. Padły typowe w przypadku powieści Zoli zarzuty o pornografię i przemoc. Najbardziej surowym krytykiem okazał się Augustin Filon, który swoją recenzję zatytułował Za dużo pociągów! Za dużo zbrodni! (Trop de trains! trop de crimes!). Sam Lombroso był szczerze zdziwiony pomysłem, by tak wielu morderców miało przypadkowo spotkać się na jednej mało uczęszczanej stacji kolejowej. Równocześnie ocenił jednak, że powieści Zoli, obok dzieł Tołstoja i Dostojewskiego, są jedynymi, które wnoszą nowość do współczesnej literatury. Bardzo pozytywną opinię wyraził natomiast lekarz Jules Hericourt, który poświęcił szerszy artykuł zatytułowany La bête humaine de M.Zola et la physiologie de criminel przedstawionym w utworze postaciom zbrodniarzy i wysoko ocenił zaprezentowaną w utworze analizę. Pisarz przyjął tę recenzję z wielką satysfakcją.
Różnorodne opinie pojawiały się również u czytelników późniejszych. Romain Rolland nazwał twórczość Zoli „brudnym romantyzmem” i wskazywał, iż Bestia ludzka w największym stopniu ukazuje, iż temperament artystyczny Zoli w rzeczywistości słabo pasował do stworzonych przez autora ram cyklu i zasad naturalizmu. Inny zarzut dotyczył często powtarzającego się na kartach utworu zestawienia siły miłości z siłą śmierci oraz stworzenia obrazu namiętności niszczącej, uznawanej przez część krytyków za wydumaną. Z kolei dla Marca Barolego, autora opracowania o motywie pociągu w literaturze francuskiej, właśnie problematyka kolei była w dziele najcenniejsza, a dramatyczne losy głównych bohaterów nie przesłaniały afirmowanej przez Zolę postępowej roli pociągów. Podobnego zdania był reżyser Jean Renoir. Drobiazgowość, z jaką Zola opisuje funkcjonowanie kolei i nasycenie tekstu specjalistycznym słownictwem były z drugiej strony przedmiotem krytyki niektórych recenzentów, którzy pisali o "hipertrofii detalu" i "encyklopedycznej przesadzie". Zola uznał, iż pierwszy z zarzutów nie był nieuzasadniony.
W ostatecznym rozrachunku Bestia ludzka okazała się być jedną z popularniejszych części Rougon-Macquartów, uzyskując w 1972 roku czwarte miejsce pod względem ilości sprzedanych egzemplarzy od momentu pierwszej edycji. W 2018 r. ukazał się komiks Dobbsa i Giorgianiego ukazujący fabułę powieści w postaci powieści obrazkowej.

### Przekłady na język polski, recepcja i nawiązania w Polsce
Znane są różne polskie tłumaczenia utworu. Pierwszy anonimowy przekład, zatytułowany Człowiek zwierzę, pojawił się w języku polskim jeszcze w 1890 roku. W 1927 roku powieść pod tym samym tytułem została wydana ponownie nakładem Drukarni Sikory i Mylnera. Pod tytułem Bestia ludzka utwór przełożył Kazimierz Kossobudzki.
Według Wojciecha Tomasika obraz pociągów zawarty w Bestii ludzkiej zainspirował Stanisława Ignacego Witkiewicza do napisania Szalonej lokomotywy, a postacie tegoż dramatu naznaczone są wyraźnym podobieństwem do bohaterek i bohaterów powieści Zoli, chociaż równocześnie polski autor drwi z języka naturalizmu i wykpiwa koncept zestawiania ze sobą cech człowieka i zwierzęcia. Parodiuje również typową dla naturalizmu potrzebę drobiazgowego opisywania oraz typowe dla Zoli dzielenie bohaterów na typy, sugerowanie charakteru postaci już na etapie opisu ich wyglądu. W Szalonej lokomotywie, podobnie jak w powieści Zoli, przeplatają się motywy seksualności, przemocy i zbrodni, postępu, potęgi techniki i maszyn stworzonych przez człowieka. 
Bestia ludzka jest jednym z centralnych tekstów rozprawy Wojciecha Tomasika Ikona nowoczesności. Kolej w literaturze polskiej wydanej w 2007 roku Tomasik przyjął w swojej pracy optymistyczną interpretację finału powieści, uznając w ślad za Bariolim i Noirayem, że finałowa nieuchronna katastrofa kolejowa jest raczej obrazem postępu, którego nie da się zahamować. Przyjmując taki klucz interpretacyjny, Tomasik dojrzał odległą antytezę przesłania powieści Zoli w Ziemi obiecanej Władysława Reymonta, gdzie maszyny stają się symbolem zniszczenia i pokonania człowieka.

## Adaptacje
- 1920: Die Bestie im Menschen, reż. Ludwig Wollf[52]
- 1938: La Bête humaine, reż. Jean Renoir, w roli głównej Jean Gabin[53]
- 1954: Human Desire, reż. Fritz Lang, Glenn Ford w roli głównej[54]
- 1957: La Bestia humana, reż. Daniel Tinayre[55]
- 1995: Cruel Train, reż. Malcolm McKay[56]
- adaptacja radiowa BBC[57]